# Esputo
El esputo (del lat. sputum) es la secreción o flema que se produce en los pulmones, bronquios, tráquea, laringe, faringe y aún en la cámara posterior de la boca, y que se arroja de una vez en cada expectoración y la tos. El esputo por ser producto o secreción corporal sirve para determinar el estado del aparato respiratorio y, por lo tanto, su examen al microscopio es habitual en los estudios complementarios de las personas con síntomas de enfermedad respiratoria.

## Sinonimia
También se denomina flema (en griego: φλέγμα, "inflamación") por ser un fluido segregado por la mucosa por el aparato respiratorio de los mamíferos cuando hay inflamación. 

## Tipos
Normalmente en las vías respiratorias bajas se produce una pequeña cantidad de secreción sero mucosa (100 ml o menos al día) que usualmente es deglutida inadvertidamente. 
Se trata de un gel acuoso que contiene glicoproteínas, anticuerpos, lípidos y otras sustancias. Su composición depende del clima, de la genética y del estado del sistema inmunitario. Su color puede variar sustancialmente dependiendo de su composición, pudiendo ser transparente, amarillo claro u oscuro, verde, marrón claro u oscuro o incluso gris.
Cuando la cantidad aumenta por inflamación o irritación causada por enfermedades se produce obstrucción que dificulta la función respiratoria y se requiere la expulsión del material mediante la expectoración siendo síntoma importante desde el punto de vista de la semiología clínica al igual que el examen del producto de esa acción es decir el esputo.
Además de la pequeña cantidad, el esputo normal es incoloro y trasparente o ligeramente blanquecino y el examen microscópico revela la presencia nula o mínima de células, detritus, así como flora normal del tracto respiratorio alto y de la boca pues las vías respiratorias bajas son normalmente estériles, como cocos y bacilos grampositivos y gramnegativos y levaduras, sospechándose en caso contrario de contaminación de la muestra o presencia de enfermedad como bronquitis y neumonia, o abscesos y tumores.

### Tipos de esputo patológico
Además del aumento en la cantidad, el esputo que indica un proceso patológico en las vías respiratorias muestra cambios en sus propiedades físicas evidentes a simple vista y mediante análisis en el microscopio:
- Esputo seroso
- Esputo mucoso
- Esputo amarillento, verdoso o blancoso
- Esputo hemoptoico o sanguinolento. Si es abundante se denomina hemoptisis.
- Esputo purulento o mucopurulento que si es abundante se denomina vómica.

## Prueba del esputo
La muestra de esputo se obtiene tosiendo profundamente y expulsando el material que viene de los pulmones dentro de un envase estéril. Se lleva la muestra a un laboratorio y se coloca en un medio que tenga las condiciones que permita que los microorganismos se reproduzcan. El cultivo positivo puede identificar microorganismos que producen enfermedades, lo cual puede ayudar a diagnosticar bronquitis, tuberculosis, un absceso pulmonar, una neumonía o cáncer de pulmón.